# Ruth Gonseth

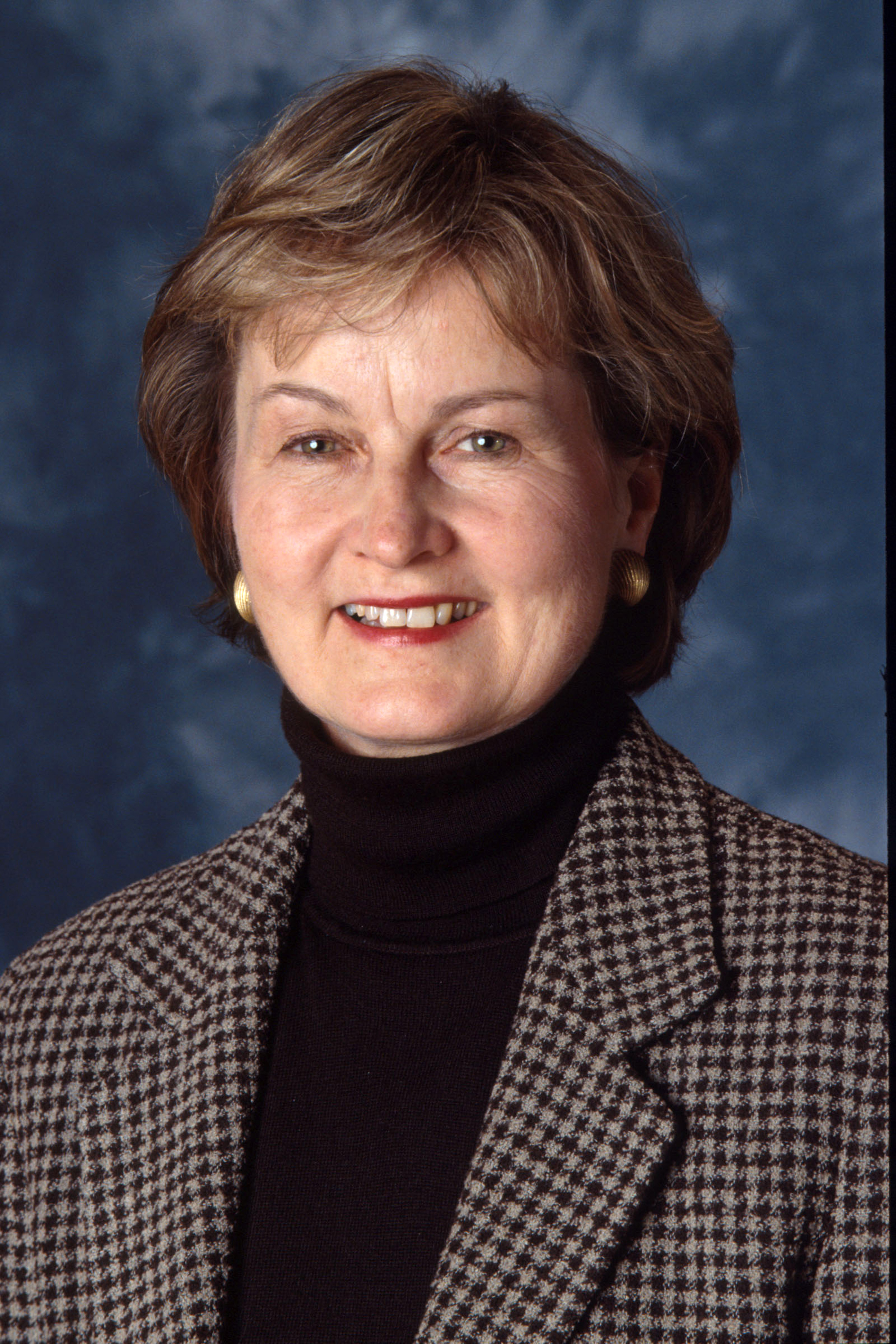
Nationalrätin Ruth Gonseth

Ruth Gonseth (* 31. Mai 1943) ist eine Schweizer Ärztin und Politikerin (Grüne Partei). Sie vertrat den Kanton Basel-Landschaft von 1991 bis 2001 im Nationalrat.

## Werdegang
Gonseth absolvierte das Gymnasium in Aarau und studierte danach Medizin in Fribourg und Bern. Als Dermatologin eröffnete sie 1977 eine Praxis in Liestal. Sie war 1987 Mitgründerin des Vereins Ärztinnen und Ärzte für Umweltschutz, der sich unter anderem gegen die Luftverschmutzung einsetzte.

### Politische Tätigkeit
Ruth Gonseth begann ihre politische Karriere als Liestaler Einwohnerrätin (1989–1990) und Landrätin (1990–1991). 1991 wurde sie als erstes Mitglied der Baselbieter Grünen in den Nationalrat gewählt. Im Nationalrat setzte sie sich für eine umsichtige Handhabung der Gentechnologie und Schutz der Wasserqualität ein, in der Aussenpolitik waren Menschenrechte ein Schwerpunkt ihrer Interventionen. 2001 gab sie ihren Rücktritt bekannt und Maya Graf rückte für sie nach. Heute ist sie Mitglied der Grünen Panther des Kanton Basel-Landschaft.

### Entwicklungspolitisches und philanthropisches Engagement
Schon als Gymnasiastin interessierte sich Ruth Gonseth für die Entwicklungen ausserhalb der Schweiz und organisierte einen Schüleraustausch mit der Elfenbeinküste. Seit 2009 engagiert sie sich als Präsidentin für den Verein Shanti Med Nepal, der in Nepal verschiedene Hilfsprojekte unterstützt. Unter anderem hat sie in Ratnanagar ein Bezirksspital aufgebaut.